# هنري هدسون (فنان)
هنري هدسون (بالإنجليزية: Henry Hudson)‏ هو فنان بريطاني، ولد في 1982.